# Campeonato Guianense de Futebol
O Campeonato Guianense de Futebol, também conhecido como Liga de Elite (em inglês: GFF Elite League), é o principal torneio desportivo da Guiana. Foi criado em 1990, sendo gerenciado pela Federação de Futebol da Guiana (GFF).
Atualmente, o seu campeão é indicado como o representante guianês no Caribbean Club Shield, torneio de clubes do Caribe oficial da CONCACAF.

## Histórico
O torneio iniciou-se com o nome de Champions of Champions, onde os melhores clubes de cada liga regional classificavam-se para as finais. Desta forma, ele unificou as ligas do país, que antes existiam separadamente e eram organizadas de forma independente pelas associações regionais.
No entanto, após sua criação, o campeonato nacional deixou de ser realizado por diversas vezes. Já em 1993, o torneio não ocorreu. De 1994 a 1997, ele foi jogado sob o nome de Carib National League, e em 1998 como NBIC Championship. Finalmente, em 2000, foi criada a National Football League, quando passou-se a adotar o calendário europeu. Porém, o novo formato durou apenas uma temporada.
Entre os anos de 2001 e 2008, não houve campeonatos nacionais, apenas os torneios regionais. Somente em 2009, a competição oficial retornou, com o nome de National Super League, que teve todas as suas quatro edições vencidas pelo Alpha United Football Club. Em 2013, ela foi substituída pela Premier League, que teve apenas uma edição, não voltando a ocorrer em 2014.
Desta forma, em 2015, foi finalmente criada a GFF Elite League, uma liga profissional disputada inicialmente entre oito clubes convidados. Em 2017, o número de times foi expandido para dez participantes, sendo mantido atualmente.
Em 2020 e 2021, a realização da liga ficou em suspenso, devido à pandemia de COVID-19 no país. Com a temporada 2020-21 cancelada, o campeonato retornou apenas em 2023, após novos cancelamentos no ano de 2022. O campeão desta edição foi o GDF FC, que conquistou seu segundo título nacional.

## Campeões
| Edição  | Ano     | Campeão               | Vice-campeão          | Terceiro colocado     | Quarto colocado       |
| ------- | ------- | --------------------- | --------------------- | --------------------- | --------------------- |
| 1ª      | 1990    | Santos FC (1)         | Desconhecido          | Desconhecido          | Desconhecido          |
| 2ª      | 1991    | Santos FC (2)         | Desconhecido          | Desconhecido          | Desconhecido          |
| 3ª      | 1992    | Bakewell Topp XX (1)  | Desconhecido          | Desconhecido          | Desconhecido          |
| 1993    | 1993    | Torneio não disputado | Torneio não disputado | Torneio não disputado | Torneio não disputado |
| 4ª      | 1994    | Western Tigers (1)    | Bakewell Topp XX      | Desconhecido          | Desconhecido          |
| 5ª      | 1995    | Milerock (1)          | Pele FC               | Desconhecido          | Desconhecido          |
| 6ª      | 1996    | Omai Gold Seekers (1) | Desconhecido          | Desconhecido          | Desconhecido          |
| 7ª      | 1997    | Bakewell Topp XX (2)  | Desconhecido          | Desconhecido          | Desconhecido          |
| 8ª      | 1998    | Santos FC (3)         | Fruta Conquerors      | Desconhecido          | Desconhecido          |
| 1999    | 1999    | Torneio não disputado | Torneio não disputado | Torneio não disputado | Torneio não disputado |
| 9ª      | 2000-01 | Fruta Conquerors (1)  | Desconhecido          | Desconhecido          | Desconhecido          |
| 2001-08 | 2001-08 | Torneio não disputado | Torneio não disputado | Torneio não disputado | Torneio não disputado |
| 10ª     | 2009    | Alpha United (1)      | Desconhecido          | Desconhecido          | Desconhecido          |
| 11ª     | 2010    | Alpha United (2)      | Desconhecido          | Desconhecido          | Desconhecido          |
| 12ª     | 2011-12 | Alpha United (3)      | Western Tigers        | Desconhecido          | Desconhecido          |
| 13ª     | 2012-13 | Alpha United (4)      | Pele FC               | Western Tigers        | Milerock              |
| 14ª     | 2013-14 | Alpha United (5)      | Defence Force         | Western Tigers        | Buxton United         |
| 2014-15 | 2014-15 | Torneio não disputado | Torneio não disputado | Torneio não disputado | Torneio não disputado |
| 15ª     | 2015-16 | Slingerz FC (1)       | Alpha United          | Pele FC               | Fruta Conquerors      |
| 16ª     | 2016-17 | Defence Force (1)     | Fruta Conquerors      | Victoria Kings        | Buxton United         |
| 17ª     | 2017-18 | Fruta Conquerors (2)  | Defence Force         | Den Amstel            | Western Tigers        |
| 18ª     | 2019    | Fruta Conquerors (3)  | Western Tigers        | Den Amstel            | Defence Force         |
| 2020-21 | 2020-21 | Cancelado(CAN)        | Cancelado(CAN)        | Cancelado(CAN)        | Cancelado(CAN)        |
| 19ª     | 2022-23 | Defence Force (2)     | Western Tigers        | Police Force          | Santos FC             |
| 20ª     | 2024    | Defence Force (3)     | Slingerz FC           | Police Force          | Western Tigers        |

## Títulos por clube
| Clube                          | Títulos | Edições                               |
| ------------------------------ | ------- | ------------------------------------- |
| Alpha United Football Club     | 5       | 2009, 2010, 2011-12, 2012-13, 2013-14 |
| Guyana Defence Force FC        | 3       | 2016-17, 2022-23, 2024                |
| Fruta Conquerors Football Club | 3       | 2000-01, 2017-18, 2019                |
| Santos Football Club           | 3       | 1990, 1991, 1998                      |
| Bakewell Topp XX               | 2       | 1992, 1997                            |
| Slingerz FC                    | 1       | 2015-16                               |
| Omai Gold Seekers              | 1       | 1996                                  |
| Milerock Football Club         | 1       | 1995                                  |
| Western Tigers FC              | 1       | 1994                                  |

## Artilheiros
| Anos    | Artilheiros                | Time                     | Gols |
| 2000-01 | Matthew "Assassin" Pollard | Netrockers Football Club | 16   |